# Jette Fleschütz
Jette Fleschütz née le 23 octobre 2002 à Hambourg, est une joueuse de hockey sur gazon allemande. Elle évolue au poste d'attaquante au Großflottbeker THGC et avec l'équipe nationale allemande.
Elle a participé aux Jeux olympiques d'été de 2020.

## Carrière

### Championnat d'Europe
- : 2021

### Jeux olympiques
- Top 8 : 2020